# Cupa Laver 2021
Cupa Laver 2021 a fost a patra ediție a Cupei Laver, turneul de tenis masculin între echipe din Europa și restul lumii. S-a jucat pe terenuri cu suprafață dură, în interior, la TD Garden din Boston, Statele Unite, în perioada 24-26 septembrie.
Acesta a fost inițial programată pentru septembrie 2020, dar a fost amânată din cauza pandemiei COVID-19 pentru a evita suprapunerea cu Openul francez din 2020, care a fost reprogramat pentru 20 septembrie până la 4 octombrie.
Căpitanul echipei europene, Björn Borg, și căpitanul echipei mondiale, John McEnroe, și-au reluat rolurile din 2019.
Echipa Europei a câștigat titlul pentru a patra ediție consecutivă.

## Participanți
| Echipa Europa                | Echipa Europa |
| ---------------------------- | ------------- |
| Căpitan: Björn Borg          |               |
| Vice-căpitan: Thomas Enqvist |               |
| Jucător                      | Poz           |
| Daniil Medvedev              | 2             |
| Stefanos Tsitsipas           | 3             |
| Alexander Zverev             | 4             |
| Andrey Rublev                | 5             |
| Matteo Berrettini            | 7             |
| Casper Ruud                  | 10            |
| Feliciano López (Rez.)       | 110           |

| Echipa Lume                   | Echipa Lume |
| ----------------------------- | ----------- |
| Căpitan: John McEnroe         |             |
| Vice-căpitan: Patrick McEnroe |             |
| Jucător                       | Poz         |
| Félix Auger-Aliassime         | 11          |
| Denis Șapovalov               | 12          |
| Diego Schwartzman             | 15          |
| Reilly Opelka                 | 19          |
| John Isner                    | 22          |
| Nick Kyrgios                  | 95          |
| Jack Sock (Rez.)              | 164         |

- Clasament simplu masculin la 20 septembrie 2021
- Rez = Rezervă

## Rezultate
| Dată               | Probă  | Europa                             | Scor               | Restul Lumii                   | Puncte |
| ------------------ | ------ | ---------------------------------- | ------------------ | ------------------------------ | ------ |
| 24 septembrie 2021 | Simplu | Casper Ruud                        | 6-3, 7-64          | Reilly Opelka                  | 1-0    |
| 24 septembrie 2021 | Simplu | Matteo Berrettini                  | 63-7, 7-5, [10-8]  | Félix Auger-Aliassime          | 2-0    |
| 24 septembrie 2021 | Simplu | Andrey Rublev                      | 4-6, 6-3, [11-9]   | Diego Schwartzman              | 3-0    |
| 24 septembrie 2021 | Dublu  | Matteo Berrettini Alexander Zverev | 6-4, 62-7, [1-10]  | John Isner Denis Șapovalov     | 3-1    |
| 25 septembrie 2021 | Simplu | Stefanos Tsitsipas                 | 6-3, 6-4           | Nick Kyrgios                   | 5-1    |
| 25 septembrie 2021 | Simplu | Alexander Zverev                   | 7-65, 66-7, [10-5] | John Isner                     | 7-1    |
| 25 septembrie 2021 | Simplu | Daniil Medvedev                    | 6-4, 6-0           | Denis Șapovalov                | 9-1    |
| 25 septembrie 2021 | Dublu  | Andrey Rublev Stefanos Tsitsipas   | 68-7, 6-3, [10-4]  | John Isner Nick Kyrgios        | 11-1   |
| 26 septembrie 2021 | Dublu  | Andrey Rublev Alexander Zverev     | 6-2, 64-7, [10-3]  | Reilly Opelka Denis Shapovalov | 14-1   |
| 26 septembrie 2021 | Simplu | Alexander Zverev                   | N/A                | Félix Auger-Aliassime          | N/A    |
| 26 septembrie 2021 | Simplu | Daniil Medvedev                    | N/A                | Diego Schwartzman              | N/A    |
| 26 septembrie 2021 | Simplu | Stefanos Tsitsipas                 | N/A                | John Isner                     | N/A    |